# Susanne Gaschke

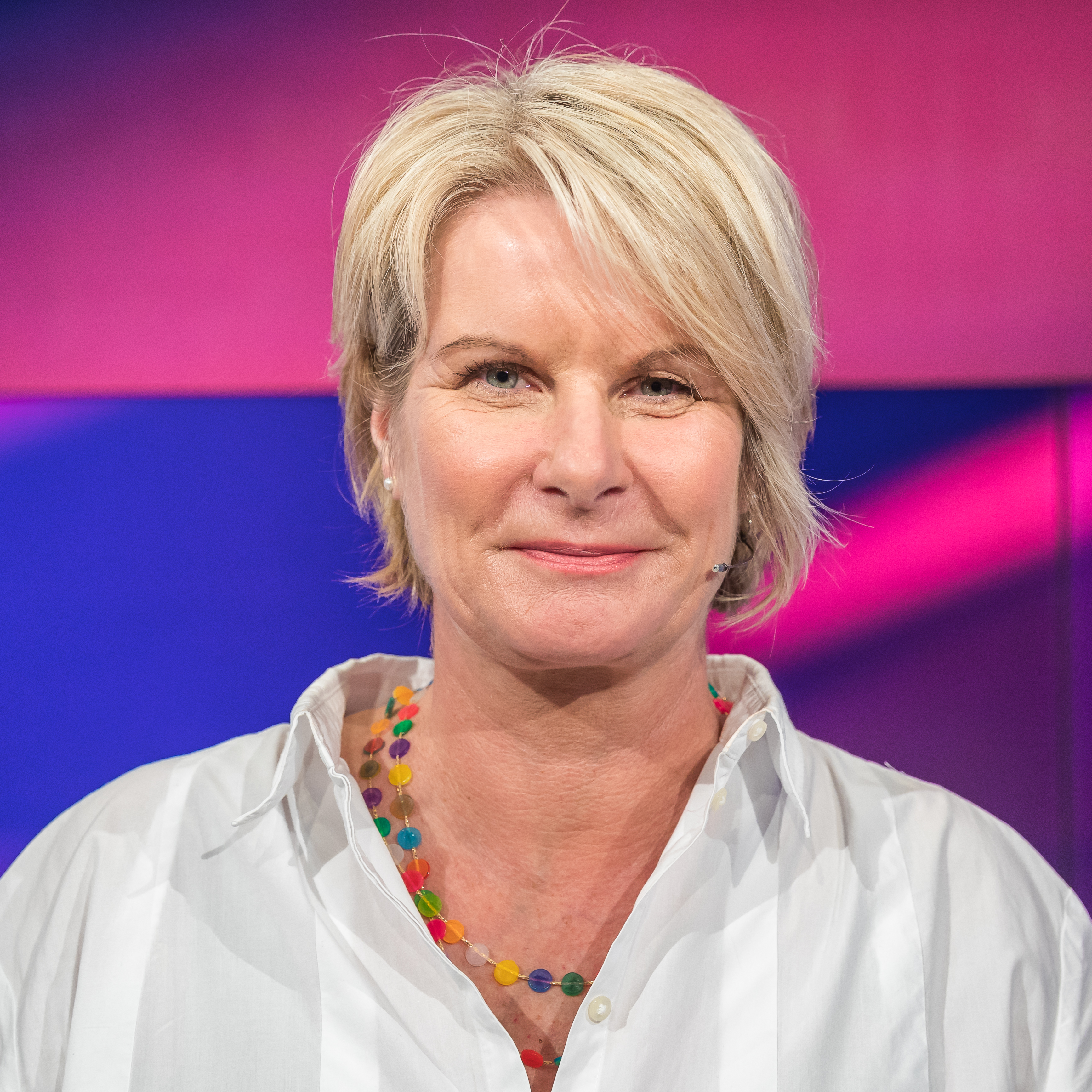
Susanne Gaschke, 2022

Susanne Gaschke (* 19. Januar 1967 in Kiel) ist eine deutsche Journalistin, Publizistin und Autorin. Von 1997 bis 2012 war sie Redakteurin der Wochenzeitung Die Zeit. Von 2015 bis 2022 war sie für Die Welt und die Welt am Sonntag tätig. Seit 2022 schreibt sie für die Neue Zürcher Zeitung. 2012 wurde sie als SPD-Kandidatin zur Oberbürgermeisterin von Kiel gewählt. Am 28. Oktober 2013 trat sie wegen der Kontroverse um einen rechtswidrigen Steuererlass und den damit verbundenen staatsanwaltlichen Ermittlungen gegen sie zurück.
Gaschke ist Autorin und Herausgeberin mehrerer Sachbücher.

## Leben
Nach ihrem Abitur 1986 an der Kieler Gelehrtenschule studierte Gaschke Anglistik, Pädagogik und Öffentliches Recht an der Christian-Albrechts-Universität zu Kiel, wo sie 1995 mit ihrer Dissertation über Kinderliteratur (Bewertung: summa cum laude) bei Konrad Groß promoviert wurde.
Sie absolvierte ein Volontariat bei den Kieler Nachrichten und war ab 1997 Redakteurin der Wochenzeitung Die Zeit. Dort leitete sie den Bereich „Junge Leser“, zu ihren Schwerpunkten gehörten die Sozial-, Jugend-, Frauen- und Bildungspolitik. Später wandte sie sich insbesondere den Themen der digitalen Moderne und dem Urheberrechtsschutz zu, wobei sie die Position des Heidelberger Appells einnahm. Gaschke war außerdem Herausgeberin des Kindermagazins Zeit Leo. Ab dem 1. Januar 2015 bis Herbst 2022 war sie Autorin der Welt und Welt am Sonntag, wo sie u. a. für die Kolumne Das echte Leben verantwortlich war. Seit Herbst 2022 ist sie für die Neue Zürcher Zeitung tätig.
Als Journalistin und Publizistin beschäftigt sie sich u. a. mit gesellschaftlichen Themen wie Digitalisierung, Manieren und Erziehung und kommentiert das aktuelle politische Geschehen und die Lage der SPD. Außerdem verfasst sie Reportagen.
Gaschke ist mit Hans-Peter Bartels verheiratet, einem ehemaligen SPD-Bundestagsabgeordneten, der von 2015 bis 2020 Wehrbeauftragter des Deutschen Bundestages war. Das Ehepaar hat eine Tochter. Es lebt in Berlin.

## Politische Laufbahn
Bereits während des Studiums war Gaschke politisch aktiv, unter anderem als Vorsitzende des Allgemeinen Studentenausschusses.
Von 1987 bis 2020 war sie Mitglied der SPD und sammelte erste Erfahrungen bei den Jusos.

### Wahl zur Kieler Oberbürgermeisterin
Als der Kieler Oberbürgermeister Torsten Albig 2012 zum Ministerpräsidenten von Schleswig-Holstein gewählt wurde, wurde dessen Amt im Kieler Rathaus frei. Gaschke setzte sich auf einer parteiinternen Mitgliederversammlung durch und erhielt die Parteiunterstützung für ihre Kandidatur bei der Direktwahl. Sie begründete ihren Wechsel in die Politik mit dem Interesse, „die Verhältnisse zu ändern“. Sie wolle nicht länger nur Berichterstatterin sein, sondern selbst Verantwortung übernehmen. Im Wahlkampf thematisierte Gaschke vor allem den Ersatz für das Kohlekraftwerk an der Förde, Investitionen in Schulen und Sporthallen und die Verschuldung der Stadt.
Bei der Wahl erhielt Gaschke im Oktober 2012 mit einem Stimmenanteil von 43,2 Prozent die meisten Stimmen vor Gert Meyer (CDU) und Andreas Tietze (Bündnis 90/Die Grünen), verfehlte aber die absolute Mehrheit. In der Stichwahl wurde sie zusätzlich von den Grünen unterstützt und gewann mit 54,1 Prozent der Stimmen. Gaschke trat ihr Amt als 18. Oberbürgermeisterin der Stadt Kiel am 1. Dezember 2012 an.

### Kontroverse und Rücktritt als Oberbürgermeisterin 2013
Vor Gaschkes Amtsantritt hatte die von Torsten Albig geführte Stadtverwaltung mehrere Jahre mit einem Unternehmer über die Begleichung titulierter Steuerbescheide verhandelt, ohne diese zu vollstrecken – was 2008 gerichtlich angeordnet, 2011 aber wieder ausgesetzt worden war. Die Forderungen hatten ihren Ursprung in der Besteuerung von Immobiliengeschäften des Betroffenen in den 1990er Jahren. Susanne Gaschke verließ sich auf ihre Beamten, den Stadtkämmerer und auf die Sachkenntnisse Albigs. Dieser war Auftraggeber des Vertragsentwurfs, auch die SPD-Fraktion war unterrichtet und hatte zugestimmt. Daher erließ Gaschke im Juli 2013 im Wege eines Eilentscheids ohne vorherige Beteiligung der Ratsversammlung Zinsen und Gebühren in Höhe von 3,7 Millionen Euro. Der Unternehmer sollte lediglich Gewerbesteuer in Höhe von 4,1 Millionen Euro in Raten abführen. Die Eilbedürftigkeit wurde mit der Abwendung der Insolvenz des Steuerschuldners und der Sicherung zumindest eines Teils der Forderung begründet.
Gaschkes Entscheidung löste eine kontroverse Diskussion in der Öffentlichkeit aus, Beobachter bezeichneten sie als „Steuergeschenk für einen Reichen“. Die Kommunalaufsicht im Innenministerium von Schleswig-Holstein beanstandete den Erlass als rechtswidrig, da dieser unter anderem ohne die notwendige Zustimmung der Ratsversammlung erfolgt sei. Sie wies die Stadt an, den Bescheid umgehend aufzuheben, was aus rechtlichen Gründen aber nicht mehr möglich war. Die Ratsmehrheit hatte bereits am 22. August 2013 darauf verzichtet, von ihrem Rückholrecht der Entscheidung Gebrauch zu machen. Außerdem wurden später Fehler im Bericht der Kommunalaufsicht bekannt, unter anderem die Falschzuordnung einer Unterschrift im Aktenvorgang zu einer bestimmten Person. Im Oktober 2013 leitete die Staatsanwaltschaft Kiel Ermittlungen gegen Gaschke wegen des Verdachts der Untreue ein, die im Mai 2014 wegen nicht hinreichenden Tatverdachts eingestellt wurden.
Im Zuge der Kontroverse gab Gaschke Ende Oktober 2013 ihren sofortigen Rücktritt bekannt und beantragte in der Folge ihre Entlassung aus dem Zeitbeamtenverhältnis. Sie begründete das auch mit der anhaltenden medialen Debatte um ihre Person und bemängelte eine „pseudoneutrale Schiedsrichterei“ der Journalisten. Später kritisierte sie ein „journalistisches Übermenschentum“. Mit diesem Begriff hatte zuvor Frank Schirrmacher die Überspannung der Erwartungen in der journalistischen Berichterstattung umschrieben. Andere Beobachter attestierten Gaschke Abgehobenheit und „Bockigkeit“ (Björn Engholm), sie sehe sich als Opfer. Vor ihrem Rücktritt bezeichnete Gaschke ihre Entscheidung im Steuerverfahren als Fehler und entschuldigte sich bei Parteifreunden und Ratsmitgliedern.
Ende 2014 meldete der betreffende Unternehmer trotz des Steuerschulderlasses Insolvenz an. Dies könnte dazu führen, dass die Stadt wesentlich weniger Geld erhält, als der von Gaschke initiierte Erlass vorgesehen hatte. Der von der Gläubigerversammlung im November 2016 angenommene Insolvenzplan sieht eine Insolvenzquote von 30 Prozent vor.

### Parteiaustritt 2020
Im Mai 2020 trat Gaschke nach 33 Jahren aus der SPD aus und begründete den Schritt in der Welt unter anderem mit „ehrlosem Verhalten“ der Partei gegenüber ihrem Ehemann Hans-Peter Bartels, der als Wehrbeauftragter nicht wieder nominiert und durch Eva Högl ersetzt worden war. Von einer Aufstiegs- habe sich die SPD zu einer Versorgungspartei entwickelt, bei der es nur noch um Jobs, Ämter und Dienstwagen gehe. Qualifikation spiele im Gegensatz zu parteiinterner Binnenlogik keine Rolle mehr: 
„Die sozialdemokratische Binnenlogik fing an, alles andere zu überlagern: Ihr wurdet Mitarbeiterpartei, Funktionärspartei, Proporzpartei. Als junge migrantische Frau konnte man alles werden, egal, was man tatsächlich konnte. Als dicke Frau aus Nordrhein-Westfalen ebenso. Qualifikation spielte eine immer geringere Rolle.“
Sie benannte ferner politische Fehler in der Bildungspolitik (Bologna), der Schulreform nach PISA und in der Familienpolitik. In der Abkehr von der bürgerlichen Mitte, dem Verharren in der Großen Koalition lägen die Gründe für den Abstieg der SPD zur „15-Prozent-Partei“.

### Pandemiemaßnahmen 2021
Zu den Pandemiemaßnahmen schrieb Gaschke am 11. April 2021 in einem Meinungsbeitrag der Welt, die Regierung habe den Bezug zur Wirklichkeit verloren. Im Kanzleramt regiere „eine ‚No Covid‘-Sekte“, die das fiktive Ziel verfolge, in einem globalisierten Land keine Ansteckungen zuzulassen. Sie bedauerte, dass viele Medien dieser „Fiktion“ Schützenhilfe geleistet hätten und appellierte an den Bundestag, dem „Corona-Wahnsinn des Kanzleramtes“ Einhalt zu gebieten. Besonders bedenklich sah sie das Streben der Bundesregierung nach Aushebelung des Föderalismus:
„Im Namen von Merkels radikaler ‚No Covid‘-Strategie soll der deutsche Föderalismus ausgehebelt werden – jenes Verfassungsprinzip, das 1949 gegen zentralistische Herrschaftsfantasien festgeschrieben wurde.“
In der Neuen Zürcher Zeitung schrieb sie in einem Kommentar, die Politik sei nun „endgültig durchpädagogisiert“. Gerade die Deutschen gefielen sich „in 150-prozentigem Corona-Gehorsam“. 
„Nur wenn die Massnahmen beinhart sind und die Unterwerfung total ist, nur wenn man kritische Nachfragen absolut unterlässt, ist man ein guter Corona-Staatsbürger.“ 
Das deutsche Infektionsschutzgesetz sei kurzerhand zum Ermächtigungsgesetz umfunktioniert worden. Gaschke kritisierte den „Paternalismus“ der Bundesregierung und ihren „Kontaktsperren-Totalitarismus“.

### Reichsbürger-Razzia
Nach dem bundesweiten Großeinsatz gegen Verschwörer urteilte Gaschke: „Ein Umsturz oder Bürgerkrieg steht in Deutschland wahrlich nicht bevor“, konzedierte aber: „offenbar zieht das Milieu der Sicherheitskräfte auch immer wieder einige autoritäre Antidemokraten an.“

## Publikationen

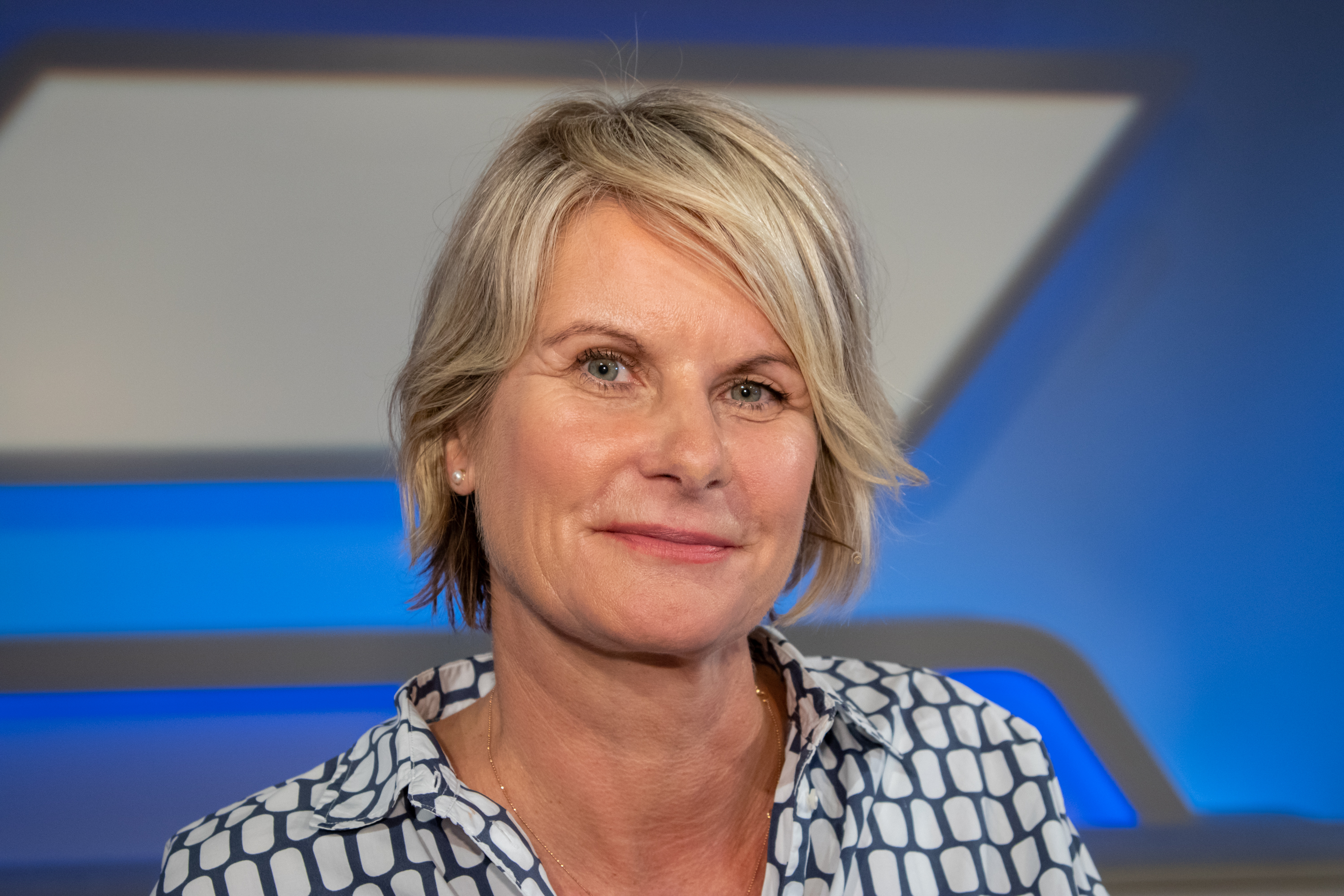
Susanne Gaschke (2019)

### Die Erziehungskatastrophe, 2001
Gaschkes erstes Buch erschien 2001 unter dem Titel Die Erziehungskatastrophe bei der DVA. Arnulf Baring fasste die Aussage zusammen:
Engagierte, an ihren Kindern vital interessierte Eltern sind – was immer sonst gesagt und geschrieben werden mag – einfach unentbehrlich. Eltern sind im Kern durch nichts und niemanden zu ersetzen.
In diesem Sinne kritisiert Gaschke die Überforderung der Schule durch Erziehungsaufgaben und benennt Defizite der Fremdbetreuung in der Früherziehung. Sie sieht eine Desorientierung im Glauben vieler Erwachsener, das Kind wisse am besten, was für es gut sei. Insgesamt seien die Haupteigenschaften der jüngeren Generation, namentlich Artikulationsschwäche, übertriebene Toleranz, Egozentrik, mangelnde Frustrationstoleranz und die Prägung durch Fernsehen und Internet, Effekte der infantilisierten kinderlosen Ego-Gesellschaft und der nachwirkenden Ideologie der 68er-Bewegung. Diese habe in den Konzepten der antiautoritären Erziehung und der freien Entfaltung der Persönlichkeit das Anliegen und die Bedeutung von Erziehung grundsätzlich missverstanden.

### Hexen, Hobbits und Piraten, 2002
2002 folgte, ebenfalls bei der DVA, das Buch Hexen, Hobbits und Piraten über die 100 besten Bücher für Kinder. Roswitha Budeus-Budde sah die Auswahl eher kritisch, als zu eng und Anglistik-lastig. Besonders stört sie, dass deutsche Kinder- und Jugendbuchautoren der letzten dreißig Jahre fehlen.

### Die Emanzipationsfalle, 2005
Größere Aufmerksamkeit erhielt sie für das 2005 im C. Bertelsmann Verlag erschienene Werk Die Emanzipationsfalle. Darin analysiert sie die Lebenssituation von Frauen und thematisiert ihre Verantwortung für die Gesellschaft ebenso wie die (demografischen) Folgen der von ihr benannten Emanzipations-, Karriere- und Konsumideologie. Die ursprünglichen Ziele der Frauenbewegung haben sich für Gaschke „geradezu unheimlich gründlich durchgesetzt“. Dass Frauen nicht nur emotional und sozial kompetenter seien, sondern auch kognitiv den Männern vorauseilten, sei ja inzwischen ein Gemeinplatz. Der Erfolg habe allerdings einen Preis: die Kinderlosigkeit. Gaschke plädiert dafür, Partnerschaften einer neuen Ernsthaftigkeit abseits einer „Sex-and-the-City-Romantik“ zu unterwerfen.

### Allein ist nicht genug, 2007
2007 veröffentlichte sie zusammen mit Gesine Schwan das Buch Allein ist nicht genug im Herder Verlag.

### Klick, 2009
Mit Klick (Herder Verlag, 2009) wollte sie „Strategien gegen die digitale Verdummung“ aufzeigen und reihte sich damit in eine grundsätzliche Kritik an den digitalen Medien ein.

### Die verkaufte Kindheit, 2011
In ihrem 2011 veröffentlichten Buch Die verkaufte Kindheit thematisierte sie eine Verkürzung der Kindheit durch Konsum und Kommunikation.

### Volles Risiko, 2014
2014 später beschrieb sie in dem Band Volles Risiko ihren Werdegang in das Amt der Kieler Oberbürgermeisterin, die Kontroverse um ihren Rücktritt und kritisierte den Umgang führender Landespolitiker der SPD mit ihr. Nach Michael Naumanns Auffassung hat sie eine Skandalgeschichte vorgelegt, „die über die nur scheinbare Provinzialität einer kommunalen Posse weit hinausgeht.“ Gaschke sei zurückgetreten „worden“ und dies von der eigenen Partei, sie sei „Opfer eines medialen und parteipolitischen Mobbings ohnegleichen“ geworden.
… zu Fall gebracht von einer durch und durch staatstreuen, recherchefaulen Lokalpresse, einer unterlegenen Genossin und vor allem von einem Ministerpräsidenten, der seine PR-Fähigkeiten mit aller Amtsmacht eingesetzt hatte, um sich von einem alles in allem lächerlichen Steuervergleich zu distanzieren, den er allein in die Wege geleitet und mit zu verantworten hatte.

### SPD, 2017
2017 folgte als Sachbuch ihre Analyse des „Verfalls“ der SPD: SPD. Eine Partei zwischen Burnout und Euphorie.
Im August 2021 erschien ihre Biografie über den Grünen-Co-Vorsitzenden Robert Habeck.

## Veröffentlichungen

### Monografien
- Die Welt in Büchern. Kinder, Literatur und ästhetische Wirkung. Dissertation. Königshausen und Neumann, Würzburg 1995, ISBN 3-88479-966-5.
- Die Erziehungskatastrophe. Kinder brauchen starke Eltern. Deutsche Verlags-Anstalt, München 2001, ISBN 3-421-05465-7.
- Hexen, Hobbits und Piraten. Die besten Bücher für Kinder. Deutsche Verlags-Anstalt, München 2002, ISBN 3-421-05668-4.
- Die Emanzipationsfalle. Erfolgreich, einsam, kinderlos. Bertelsmann, München 2005, ISBN 3-570-00821-5.
- Das kinderlose Land: wie die Demographie unser Leben verändert, mit Dietmar Bartz (Hrsg.). Zeitverlag Bucerius, Hamburg 2005, DNB 123025788 (= Zeit-Dokument 2005.1):
- mit Gesine Schwan: Allein ist nicht genug. Für eine neue Kultur der Gemeinsamkeit. Herder, Freiburg im Breisgau 2007, ISBN 978-3-451-29477-8.
- Klick – Strategien gegen die digitale Verdummung. Herder, Freiburg im Breisgau 2009, ISBN 978-3-451-29996-4.
- Die verkaufte Kindheit. Wie Kinderwünsche vermarktet werden und was Eltern dagegen tun können. Pantheon, München 2011, ISBN 978-3-570-55172-1.
- Volles Risiko. Was es bedeutet, in die Politik zu gehen. Deutsche Verlags-Anstalt, München 2014, ISBN 978-3-421-04659-8.
- SPD. Eine Partei zwischen Burnout und Euphorie. Deutsche Verlags-Anstalt, München 2017, ISBN 978-3-421-04717-5.
- Robert Habeck. Eine politische Biografie. Heyne Verlag, 2021, ISBN 978-3-641-26684-4.

### Herausgeberin
- mit Moritz Müller-Wirth: Powerpaare – mit Kindern sind wir stärker. Heyne, München 2008, ISBN 978-3-453-15103-1.

### Artikel (Auswahl)
- Und keiner schaut hin. Vergewaltigung in der S-Bahn: Warum hat niemand dem Opfer geholfen? In: Die Zeit, 18. April 1997
- Die Ego-Polizei. In: Die Zeit, 24. Oktober 1997 (Debatte über „Menschenpflichten“)
- Generation in Gefahr. Wie diese Gesellschaft ihre Jugend verspielt. In: Die Zeit, 7. Mai 1998
- Verheißung Internet. Alle Schulen ans Netz – ist das die Lösung? In: Die Zeit, 30. März 2000
- Neoliberalismus – Die Neunmalklugen. In: Die Zeit, 16. Oktober 2008
- Lasst die Männer nicht in Ruh. In: Die Zeit, 15. Dezember 2005
- „Nicht gleich morden“. Die Zeit, 2. März 2006 (Interview mit Sybil Gräfin Schönfeldt)
- Ein ganz sanfter Anreiz – Die Beschwerden über das neue Elterngeld sind von gestern. In: Die Zeit, 8. Dezember 2005
- Eine Frage der Moral. In: Die Zeit, 23. Mai 2002
- Im Netz der Piraten. In: Die Zeit, 23. April 2009
- Als die SPD einmal glücklich war. In: Die Zeit, 10. Juni 2009
- Mehrheit der Frauen will keine Gendersternchen. In: Die Welt. 31. Mai 2020.
- Kommentar für die NZZ 2019 über moralisierenden Journalismus[64]
- Kommentar für die NZZ 2020, in dem sie die Corona-Regelungen in Deutschland als „Ermächtigungsgesetz“ bezeichnete[65]